# Scotch Cup 1959
Scotch Cup 1959 var en serie på fem curlingkampe mellem Skotland og Canada, som blev afviklet i Falkirk og Edinburgh i 1959. Skotland blev repræsenteret af Airth Bruce Castle Dunsmore Curling Club fra Falkirk med holdkaptajn Willie Young i spidsen, mens canadierne stillede med et hold fra Civil Service Curling Club fra Regina i Saskatchewan under ledelse af Ernie Richardson. Serien blev vundet af det canadiske hold med 5-0.
I dag betragter World Curling Federation Scotch Cup 1959 som det første VM i curling for mænd.

## Resultater
| Kamp | Hold              | Res. |
| ---- | ----------------- | ---- |
| 1    | Canada - Skotland | 12-6 |
| 2    | Canada - Skotland | 11-9 |
| 3    | Canada - Skotland | 8-7  |
| 4    | Canada - Skotland | 15-9 |
| 5    | Canada - Skotland | 9-2  |